# تام اندرس
تام اندرس (به آلمانی: Tom Enders) (زاده ۲۱ دسامبر ۱۹۵۸) کارآفرین و مدیر ارشد اجرایی آلمانی است، که اکنون به‌عنوان مدیر عامل اجرایی گروه ایرباس فعالیت می‌نماید. وی عضو هیئت رئیسه گروه بیلدربرگ می‌باشد. اندرس در فاصله سال‌های ۲۰۰۷ تا ۲۰۱۲ مدیرعامل شرکت ایرباس بود و از سال ۲۰۱۲ تاکنون نیز مدیرعامل گروه ایرباس است.